# Jultomten (film)
Jultomten (orginialtitel: Santa Claus: The Movie) är en amerikansk-brittisk jul- och familjefilm från 1985 i regi av Jeannot Szwarc.

## Handling
Filmen börjar i ett vinterlandskap någonstans i Europa på medeltiden. Skogshuggaren Claus (David Huddleston) och hustrun Anya (Judy Cornwell), som inte har några egna barn, delar ut träleksaker varje jul till barnen i den lokala byn. En julafton hamnar de tillsammans med sina två renar i en snöstorm. När de vaknar upp har de hamnat vid tomteverkstaden på Nordpolen, där de enligt nissarna har uppfyllt en profetia om att vara de utvalda att dela ut julklappar till alla världens barn. Paret ges evigt liv och Jultomten med 8 flygande renar dragandes släden på himlavalvet fortsätter att dela ut julklappar under århundradena.
Handlingen förflyttas sedan till 1980-talet. Den uppfinningsrike tomtenissen Patch (Dudley Moore) känner att han inte passar och vill utforska världen. Patch hamnar i New York och kommer i kontakt med den skrupellöse leksakstillverkaren B.Z. (John Lithgow).

## Rollista
| Dudley Moore            | – Patch           |
| John Lithgow            | – B.Z.            |
| David Huddleston        | – Claus/Jultomten |
| Burgess Meredith        | – Ancient Elf     |
| Judy Cornwell           | – Anya/Tomtemor   |
| Jeffrey Kramer          | – Towzer          |
| Christian L Fitzpatrick | – Joe             |
| Carrie Kei Heim         | – Cornelia        |

## Om filmen
Filmen spelades in på Pinewood Studios utanför London. Filmen producerades av far och son Alexander och Ilya Salkind och den senares vän Pierre Spengler, som tillsammans tidigare producerat de tre första filmerna med Christopher Reeve som Stålmannen, liksom Supergirl från året innan som också den regisserades av Jeannot Szwarc. 
Sången i eftertexterna heter "Christmas All Over The World" och sjungs av Sheena Easton.